# 花吉洋一
花吉 洋一（はなよし よういち、1929年 - 2021年7月17日）は日本の教育者。

## 来歴
熊本県に生まれる。小学2年生の時に両親を失う。
熊本県立玉名中学校（現・熊本県立玉名高等学校・附属中学校、1947年卒業）を経て、東京高等師範学校（現・筑波大学）を卒業した。
卒業後は熊本県の理科の教員となり、母校である熊本県立玉名高等学校に勤務した。1970年から熊本県教育委員会指導主事、主幹を務めたあと再び教職に戻り、熊本県立南関高等学校（1978年着任）・熊本県立玉名高等学校・熊本県立熊本高等学校で校長を歴任した。熊本県教育委員会に戻って教育次長を務める。最後の教職となったのは1988年に新設された熊本県立東稜高等学校の初代校長で、学校のコンセプト作りからかかわり、校歌の作詞・作曲も手がけている。
退職後は日本会議熊本に所属し副会長を務めた。
2021年7月17日、満92歳で死去。